# Brachyhypopomus pinnicaudatus
Brachyhypopomus pinnicaudatus är en fiskart som först beskrevs av Hopkins, 1991.  Brachyhypopomus pinnicaudatus ingår i släktet Brachyhypopomus och familjen Hypopomidae. Inga underarter finns listade.